# Arhidieceza de Zagreb
Arhidieceza de Zagreb (în latină Archidioecesis Zagrebiensis, în croată Zagrebačka nadbiskupija) este una din cele trei arhiepiscopii romano-catolice din Croația.
Episcopia de Zagreb a fost înființată în anul 1094 de regele Ladislau I al Ungariei.
Episcopi de Zagreb au fost de-a lungul timpului mai mulți clerici transilvăneni, precum Tamás Bakócz și Nicolaus Olahus. Umanistul Andrea Scolari a fost mai întâi episcop de Zagreb, iar apoi episcop de Oradea Mare.  
În anul 1850 împăratul Franz Joseph al Austriei a dispus ridicarea diecezei la rang de arhidieceză. După negocierile destul de anevoiase purtate de nunțiul Michele Viale-Prelà, papa Pius al IX-lea a recunoscut la 11 decembrie 1852 decretul împăratului Franz Joseph. Primul arhiepiscop de Zagreb a fost Juraj Haulik.
În anul 1942 activista austriacă Diana Budisavljević (născută Obexer) a colaborat cu Arhidieceza de Zagreb pentru salvarea a mii de deținuți din Lagărul de concentrare Jasenovac, în special femei și copii.